# Insonorización

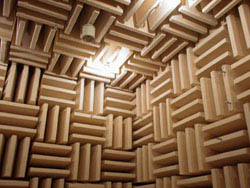
Una cámara anecoica, utilizada para absorber sonido.

Insonorizar  un recinto supone aislarlo acústicamente del exterior, lo cual implica una doble dirección:
1. Evitar que el sonido que producimos salga al exterior (evitar la contaminación acústica)
2. Evitar que el ruido exterior penetre y distorsione el sonido de la sala.[1]

Es interesante tener en cuenta que si se reduce el nivel de ruido en un ambiente, también se reduce en los ambientes vecinos, aunque no mejore el aislamiento en sí.
A la hora de insonorizar, hay que diferenciar entre aislamiento acústico y acondicionamiento acústico para utilizar los materiales y técnicas adecuados en cada caso:
- El aislamiento acústico permite proporcionar una protección al recinto contra la penetración del ruido.
- En cambio, el acondicionamiento acústico lo que pretende es mejorar la propia acústica del recinto, controlando parámetros como la naturaleza y número de las reflexiones sonoras, resonancias modales, el tiempo de reverberación, etc.

Algo fundamental es siempre tener en cuenta el tipo de superficies a aislar. Una superficie importante para tener un buen aislamiento son las paredes. Para Insonorizar una pared tenemos que centrarnos en sus puntos débiles, huecos, aperturas... que son los lugares por los que mayormente se propaga el sonido. Los huecos típicos de una pared son ventanas y puertas, así como sus marcos. Por ello es tan importante que estos huecos queden perfectamente sellados.
Los elementos que más se utilizan para insonorizar los ambientes son: la lana de vidrio o corcho.
Además de eliminar o amortiguar las ondas sonoras, la insonorización transforma el sonido en calor.